# 小歐雅魚
沙雅羅魚（学名：Squalius squaliusculus）为輻鰭魚綱鯉形目雅羅魚科的其中一種，分布於亞洲烏茲別克鹹海流域，體長可達13公分，棲息中底層水域。